# Jacobs R-830
Il Jacobs R-830, o L-5,  era un motore aeronautico radiale 7 cilindri raffreddato ad aria prodotto dall'azienda statunitense Jacobs Aircraft Engine Co. negli anni trenta.
Entrato in produzione nel 1935, equipaggiò alcuni velivoli leggeri dell'epoca.

## Storia

### Sviluppo
L'R-830 venne derivato dal R-755 per poter proporre sul mercato un modello dalle maggiori prestazioni. Il nuovo modello risultava maggiorato nelle sue componenti interne, con alesaggio e corsa rispettivamente di 5.0 per 5.5 in (140 mm per 127 mm) per una cilindrata totale di 831 in³ (13,6 L) e che garantiva l'erogazione di una potenza all'accensione pari a 285 hp (212 kW).
I singoli cilindri, disposti radialmente, erano abbinati a teste in lega di alluminio.

## Velivoli utilizzatori
Stati Uniti
- Beechcraft Model 18
- Beechcraft Staggerwing
- Fleet 50
- Fleetwings Sea Bird
- Howard DGA-8